# مايك هينيغان (لاعب كرة قدم أمريكية)
مايك هينيغان (بالإنجليزية: Mike Hennigan)‏ هو لاعب كرة قدم أمريكية أمريكي، ولد في 24 أكتوبر 1951 في دافنبورت في الولايات المتحدة.

## وصلات خارجية
- مايك هينيغان على موقع مرجع كرة القدم المحترفة.كوم (الإنجليزية)